# Château des comtes d'Armagnac

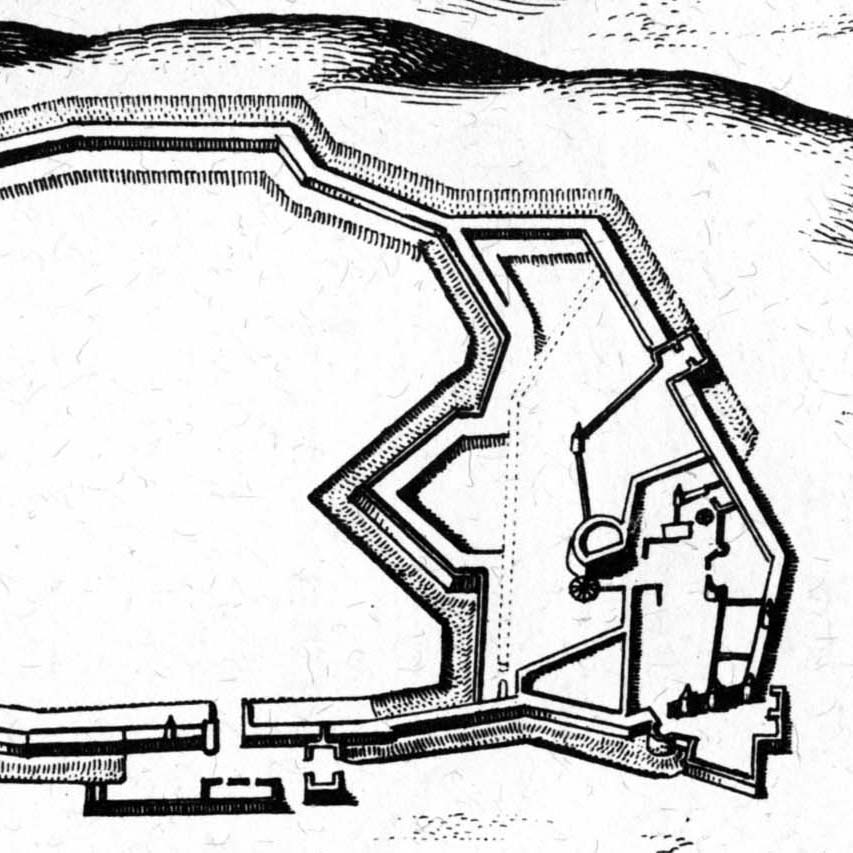
Plan des fortifications du château, extrait du plan de Mérian (XVIIe s.). Le Sud est en haut, le Nord en bas.

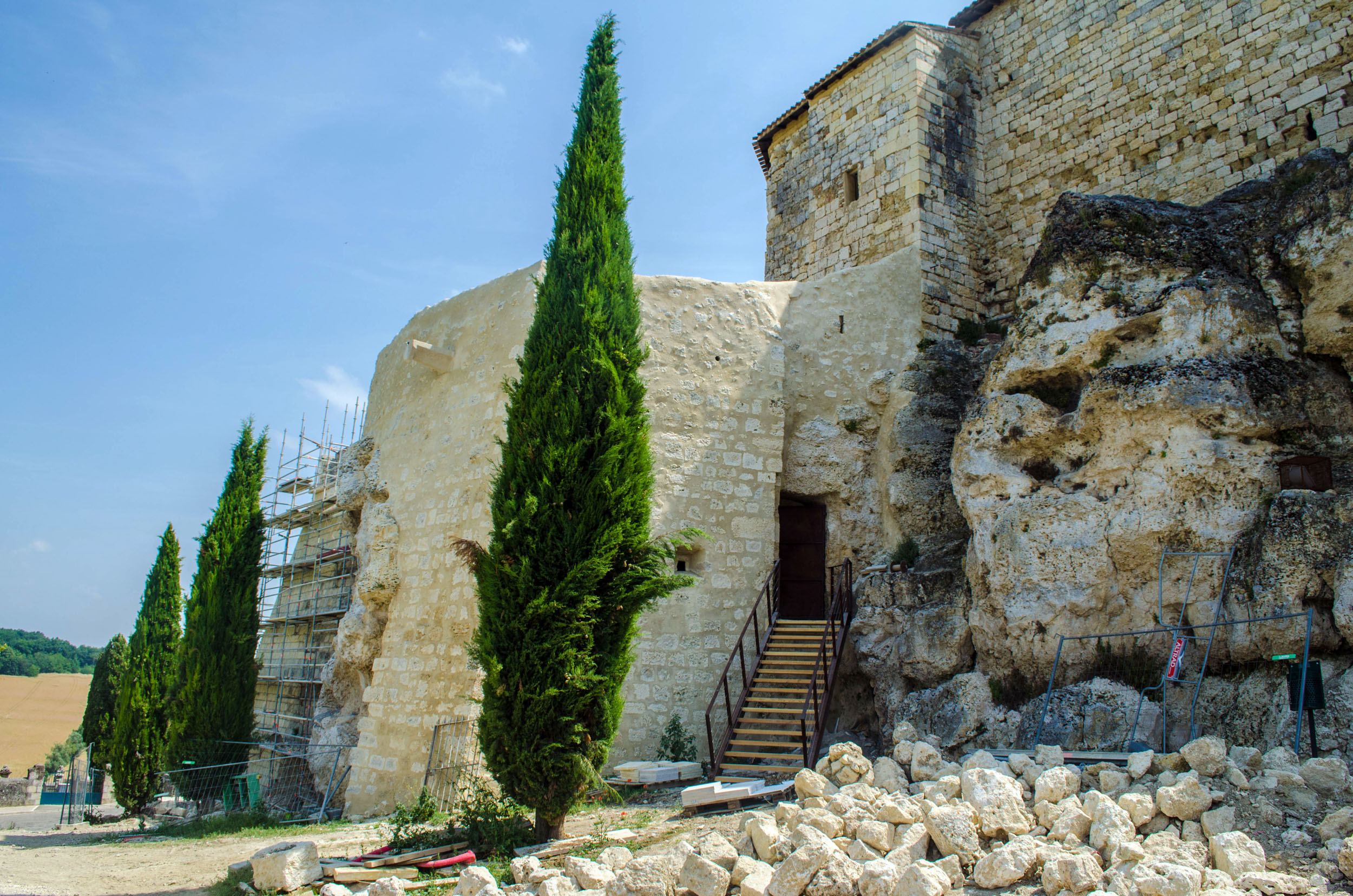
Bastion nord-ouest, en cours de restauration (2014)

Le château des comtes d’Armagnac est un château-fort qui occupait l’extrémité occidentale de la ville de Lectoure (Gers), remarquable par sa position en « éperon barré » quasi-inexpugnable sur des falaises calcaires et par ses fortifications. Une grande partie en fut détruite au XVIIIe siècle pour construire un hôpital sous les ordres de l’évêque, Mgr de Narbonne-Pelet, édifice d’un grand intérêt architectural. Il subsiste toutefois du château d’importants vestiges, les remparts et des restes de fortifications.

## Histoire
L’histoire du château est relativement inconnue. Tous les chroniqueurs s’accordent sur sa grande ancienneté. Il est certainement contemporain des remparts qui ceignent la ville, remontant pour la plupart à l’époque romane. Il a subi de nombreuses transformations. Il a été très tôt isolé de la ville par un rempart et des systèmes défensifs : un bastion circulaire, puis, à l’époque de Vauban, un ouvrage polygonal (demi-lune) précédé d’un fossé. Vu sa position inexpugnable par l’ouest, il fallait entrer dans la ville, puissamment défendue à l’est, pour y parvenir. Un accès du côté Nord était possible de l’extérieur par une petite poterne défendue par une fausse braye. La ville a été prise lors de sièges (en 1473 et 1562), mais toujours à la suite de tractations plutôt que par des opérations militaires concluantes. 
Il est la résidence officielle des comtes d’Armagnac jusqu’au dernier, Jean V d'Armagnac, tué lors de la prise de la ville par les troupes de Louis XI en 1473. Le château a été ensuite la résidence du gouverneur de la ville et du sénéchal. 

### Tentative d’évasion du duc de Montmorency
En 1632 se situe l’épisode  lié au duc de Montmorency, qui a donné son nom aux allées aménagées au pied du rempart. Le gouverneur du Languedoc, révolté contre le roi Louis XIII, a été vaincu et fait prisonnier à la bataille de Castelnaudary. En attendant son procès à Toulouse, il est conduit par le maréchal de Schomberg, son vainqueur, au château de Lectoure (considéré comme une place sûre, loin du Languedoc) dont le gouverneur, successeur d’Antoine de Roquelaure, se seroit volontiers dispensé d’une si fâcheuse commission. Schomberg le laisse sous la garde de huit cornettes de cavalerie. Montmorency a conservé la faveur d’une grande partie de la population, et la légende locale, très connue mais appuyée par aucun document historique, veut que les « dames de Lectoure », émues par son sort, lui aient fait passer, dissimulée dans un gâteau, une échelle de soie. Le duc, enfermé dans une chambre dont la fenêtre donnait sur le rempart, s’enfuit au moyen de cette échelle. Mais, soit qu’elle ait été trop courte, soit qu’il ait mal estimé la hauteur, il tomba, se blessa et fut repris. Selon une autre version, l’échelle était dissimulée dans un pâté, le duc réussit à descendre mais c’est son valet, qui le suivait, qui chuta et le fit prendre. Qu’il ait ou non tenté cette évasion, son état de santé ne lui laissait que peu de chances (il avait reçu dix-sept blessures). Il finit donc comme on sait, décapité à Toulouse. Cependant, dans l’ouvrage Histoire de Henry II, dernier duc de Montmorency, publié en 1699 chez Jean Guignard à Paris, l’auteur Simon Ducros, qui fut un des officiers et proches du duc, explique que sur intervention de la marquise de Castelnau, un garde du château fut chargé de remettre au prisonnier des cordes de soie, par lesquelles il pourrait descendre dans les « lieux communs » (les latrines, fréquent point faible des forteresses), et de là il pourrait sortir de la citadelle. La marquise se posta avec vingt hommes à cheval, pour recueillir l’évadé. Mais le garde fut découvert et tué par le lieutenant, et le projet tourna court. Le père César, religieux de la Doctrine chrétienne, trouva dans une Centurie de Nostradamus la prophétie de cet événement : Neufve obscurée au grand Montmorency / Lieux fermez / Ars lieux prouvez / Livré à claire peine. Mais le quatrain entier (centurie 9.18) est moins clair :
Le lys Dauffois portera dans Nancy, / Jusques en Flandres electeur de l’Empire / Neufve obturee au grand Montmorency, / Hors lieux provez delivre a clere peyne.

### Fin du château
En 1660, on détruit le grand bastion avancé, pour le remplacer par une esplanade plantée d’arbres.
Au XVIIIe siècle, l’évêque de Narbonne-Pelet entreprend de construire un grand hôpital.
Les hôpitaux sont nombreux à Lectoure, mais ils sont souvent éphémères, petits et mal adaptés : conçus pour accueillir et soigner les pèlerins de passage et quelques miséreux, ils ne suffisent pas à la tâche. L’hôpital principal est celui du Saint-Esprit, devenu hôpital général sous l’action de l’évêque Hugues de Bar et d’un de ses successeurs, Claude-François de Narbonne-Pelet. Ce prélat contribue à son entretien, mais il souhaite un hôpital qui permettrait non seulement de soigner, mais aussi de donner du travail aux pauvres. Il entreprend donc en 1759 la construction d’un « hôpital-manufacture », sur l’emplacement du château dont il a obtenu du roi la concession, l’année précédente. Le projet est ambitieux. Établi en avant des bâtiments du château accolés au rempart, il prend sans doute la place des cours et des communs ainsi que des murailles intérieures. Un premier bâtiment, l’actuelle aile nord, est construit. Le projet coûte cher, et la construction ne peut se poursuivre. M. de Narbonne-Pelet répartit ses subsides entre l’ancien hôpital Saint-Esprit et le nouvel établissement, qui fonctionnent simultanément jusqu’en 1812. C’est sous l’Empire qu’on termine l’hôpital, entre 1808 et 1812. Les Filles de la Charité, qui s’occupaient des malades jusque-là, refusant la réforme de la congrégation instaurée par Napoléon, sont remplacées par les sœurs de Nevers, qui assurent ce service jusqu’aux années 1960. Un bâtiment supplémentaire, où se trouvait la maternité, a été ajouté au nord de l’hôpital.

## Architecture

### Ancien château
Les vestiges de l’ancien château, vus de l’ouest, permettent d’imaginer sa puissance. De hautes murailles s’élèvent sur une falaise calcaire, en haut de la colline dominant de près de cent mètres le niveau de la plaine du Gers à ses pieds. Les chroniqueurs du temps le donnaient comme inattaquable par assaut ou par la mine. Sur toute la longueur sud de la cité, les remparts se poursuivaient sur la base calcaire, avant qu’on n’établisse la route en abattant une partie des remparts devant l’ancien château. À l’ouest et au nord-ouest les principaux corps de logis, adossés au rempart, subsistent, ayant perdu leurs couronnements et leurs tours, si ce n’est la base d’une petite tour polygonale dans la cour intérieure entre l’ancienne construction et le bâtiment de l’hôpital moderne. L’angle nord-ouest montre un bastion carré qui vient d’être restauré (2015) et rendu accessible à la visite depuis le haut et depuis les allées Montmorency. Un petit cimetière des religieuses de Nevers, qui s’occupaient des malades de l’hôpital, jouxte le bastion. Ce belvédère offre une vue étendue vers l’Ouest et le Nord.
On pénétrait dans la ville et dans le château par une porte côté nord, protégée par une « fausse braye » qui, du moins dans les derniers temps de l’occupation du château, pendant les guerres de religion, constituait l’unique passage entre le château et la ville. Un rempart avec une grande demi-lune, précédé d’un fossé, isolait le château de la ville, approximativement au niveau du virage de la route actuelle.

### Hôpital
L’hôpital se présente au débouché de la rue Nationale, qui fait un grand virage à gauche pour sortir de la ville en traversant, puis longeant les anciens remparts sud. C’est un édifice classique en forme de U, le bâtiment central et ses deux ailes encadrant une cour avec parterres, bassin et puits, fermée sur le quatrième côté par un portail et une grille. Tout le long des bâtiments s’ouvrent des arcades en plein cintre au rez-de-chaussée, constituant une galerie couverte, de grandes fenêtres à l’étage. Au centre, un avant-corps offre trois arcades et trois fenêtres en plein cintre, et est surmonté d’un fronton triangulaire portant une horloge. Une arcade avec une cloche, surmontée d’une croix en ferronnerie, coiffe le tout. Un grand escalier mène à l’étage, comme deux petits escaliers en bois à l’extrémité de chaque aile. De l’angle sud-ouest de la galerie, on accède à la chapelle, dont l’abside semi-circulaire est le seul élément qui apparaît du côté des remparts auxquels elle est accolée. Au sous-sol, une grande galerie voûtée répond à celle du rez-de-chaussée, elle abritait les ateliers où travaillaient les nécessiteux, avant d’être affectée aux locaux techniques et de service. L’édifice répond donc aux critères d’une architecture monumentale classique, et à un souci de fonctionnalité propre au siècle des Lumières.

### Nouvelle affectation
En 2014, les services hospitaliers ayant été localisés ailleurs, la municipalité de Lectoure a décidé de mettre en vente le bâtiment. Il sert actuellement de lieu d’exposition pour des antiquaires et brocanteurs.